# Astaena cujabana
Astaena cujabana är en skalbaggsart som beskrevs av Moser 1918. Astaena cujabana ingår i släktet Astaena och familjen Melolonthidae. Inga underarter finns listade.